# Pristigenys alta
Pristigenys alta är en fiskart som först beskrevs av Gill 1862.  Pristigenys alta ingår i släktet Pristigenys och familjen Priacanthidae. Inga underarter finns listade i Catalogue of Life.